# Садовски, Эд
Эдвард Энтони «Эд» Садовски (англ. Edward Anthony "Ed" Sadowski; 11 июля 1917 года, Акрон, штат Огайо — 18 сентября 1990 года, тауншип Уолл, штат Нью-Джерси) — американский профессиональный баскетболист и тренер, который успел поиграть сразу в четырёх лигах (АБЛ, НБЛ, БАА и НБА). Двукратный чемпион АБЛ (1942, 1944), а также чемпион НБЛ (1945) и трёхкратный победитель Всемирного профессионального баскетбольного турнира (1941, 1945, 1946).

## Карьера игрока
Играл на позиции центрового. Учился в Университете Сетон-Холл, в 1940 году заключил соглашение с командой «Детройт Иглс», которая выступала в Национальной баскетбольной лиге (НБЛ). Позже играл за команды «Уилмингтон Бомберс» (АБЛ), «Камден Индианс / Бруклин Индианс» (АБЛ), «Форт-Уэйн Золлнер Пистонс» (НБЛ), «Патерсон Кресентс» (АБЛ), «Торонто Хаскис», «Кливленд Ребелс», «Бостон Селтикс», «Филадельфия Уорриорз» и «Балтимор Буллетс», которые выступали в Баскетбольной ассоциации Америки (БАА), предшественнице НБА, а потом уже и в самой НБА. Во время войны числился на службе в Военно-воздушных силах Армии США. Всего в НБЛ провёл 3 неполных сезона, в АБЛ — 4 неполных сезона, а в БАА/НБА — 4 сезона. Два раза становился чемпионом АБЛ в составе «Бомберс» (1942, 1944), а также один раз — чемпионом НБЛ в составе «Пистонс» (1945). В 1941 году Садовски признавался новичком года НБЛ, а также включался в 1-ю сборную всех звёзд НБЛ. В сезоне 1947/1948 годов Садовски, будучи игроком «Бостон Селтикс», занял третье место в БАА по количеству набранных очков за игру (19,4) и был включён в 1-ю сборную всех звёзд БАА, что сделало его первым в истории «Селтикс» игроком, попавшим в сборную всех звёзд БАА/НБА. Всего за карьеру в НБЛ сыграл 59 игр, в которых набрал 592 очка (в среднем 10,0 за игру). Всего за карьеру в БАА/НБА сыграл 229 игр, в которых набрал 3579 очков (в среднем 15,6 за игру) и сделал 416 передач.

## Карьера тренера
В самом начале первого сезона в качестве игрока, выступающего в БАА, Садовски был назначен играющим тренером команды «Торонто Хаскис» (1946). Однако после 12 проведённых игр (3 победы при 9 поражениях) он был уволен со своего поста из-за неудовлетворительных результатов команды, после чего перешёл в клуб «Кливленд Ребелс». По ходу сезона в «Хаскис», после ухода Садовски, сменилось ещё три тренера, которые также не добились особого успеха на своей должности, команда же в итоге заняла последнее место в Восточном дивизионе (22—38) и не попала в плей-офф, а вскоре после завершения первенства прекратила своё существование.

## Смерть
Эд Садовски умер после продолжительной борьбы с раком в своём доме 18 сентября 1990 года в тауншипе Уолл (штат Нью-Джерси) в возрасте 73 лет. У него остались: жена, Шарлотта, двое сыновей, Эдвард и Билл, три брата, три сестры и пять внуков. После завершения спортивной карьеры работал в нефтяной компании.

## Статистика

### Статистика в НБА
| Сезон                                                                                    | Команда              | Регулярный сезон | Регулярный сезон | Регулярный сезон | Регулярный сезон | Регулярный сезон | Регулярный сезон | Регулярный сезон | Регулярный сезон | Регулярный сезон | Регулярный сезон | Регулярный сезон | Серия плей-офф | Серия плей-офф | Серия плей-офф | Серия плей-офф | Серия плей-офф | Серия плей-офф | Серия плей-офф | Серия плей-офф | Серия плей-офф | Серия плей-офф | Серия плей-офф |
| Сезон                                                                                    | Команда              | GP               | GS               | MPG              | FG%              | 3P%              | FT%              | RPG              | APG              | SPG              | BPG              | PPG              | GP             | GS             | MPG            | FG%            | 3P%            | FT%            | RPG            | APG            | SPG            | BPG            | PPG            |
| ---------------------------------------------------------------------------------------- | -------------------- | ---------------- | ---------------- | ---------------- | ---------------- | ---------------- | ---------------- | ---------------- | ---------------- | ---------------- | ---------------- | ---------------- | -------------- | -------------- | -------------- | -------------- | -------------- | -------------- | -------------- | -------------- | -------------- | -------------- | -------------- |
| 1946/47                                                                                  | Торонто Хаскис       | 10               |                  |                  | 34,9             |                  | 68,2             |                  | 0,8              |                  |                  | 19,1             | Не участвовал  | Не участвовал  | Не участвовал  | Не участвовал  | Не участвовал  | Не участвовал  | Не участвовал  | Не участвовал  | Не участвовал  | Не участвовал  | Не участвовал  |
| 1946/47                                                                                  | Кливленд Ребелс      | 43               |                  |                  | 37,5             |                  | 66,4             |                  | 0,9              |                  |                  | 16,0             | 3              |                |                | 39,3           |                | 79,4           |                | 1,7            |                |                | 23,7           |
| 1947/48                                                                                  | Бостон               | 47               |                  |                  | 32,3             |                  | 69,7             |                  | 1,6              |                  |                  | 19,4             | 3              |                |                | 34,5           |                | 60,5           |                | 2,0            |                |                | 20,3           |
| 1948/49                                                                                  | Филадельфия Уорриорз | 60               |                  |                  | 40,5             |                  | 68,6             |                  | 2,7              |                  |                  | 15,3             | 2              |                |                | 21,4           |                | 61,5           |                | 1,5            |                |                | 10,0           |
| 1949/50                                                                                  | Филадельфия Уорриорз | 17               |                  |                  | 30,7             |                  | 69,3             |                  | 2,3              |                  |                  | 8,6              | Не участвовал  | Не участвовал  | Не участвовал  | Не участвовал  | Не участвовал  | Не участвовал  | Не участвовал  | Не участвовал  | Не участвовал  | Не участвовал  | Не участвовал  |
| 1949/50                                                                                  | Балтимор             | 52               |                  |                  | 32,8             |                  | 74,5             |                  | 1,9              |                  |                  | 14,0             | Не участвовал  | Не участвовал  | Не участвовал  | Не участвовал  | Не участвовал  | Не участвовал  | Не участвовал  | Не участвовал  | Не участвовал  | Не участвовал  | Не участвовал  |
|                                                                                          | Всего                | 229              |                  |                  | 35,4             |                  | 69,7             |                  | 1,8              |                  |                  | 15,6             | 8              |                |                | 33,8           |                | 68,2           |                | 1,8            |                |                | 19,0           |
| Наведите курсор мыши на аббревиатуры в заголовке таблицы, чтобы прочесть их расшифровку. |                      |                  |                  |                  |                  |                  |                  |                  |                  |                  |                  |                  |                |                |                |                |                |                |                |                |                |                |                |